# Râul Valea Seacă, Valea Neagră
Râul Valea Seacă este un curs de apă, unul din brațele care formează râului Valea Neagră.

## Hărți
- Harta Munții Pădurea Craiului  Arhivat în 16 ianuarie 2010, la Wayback Machine.